# Diaspidiotus leguminosum
Diaspidiotus leguminosum är en insektsart som först beskrevs av Archangelskaya 1937.  Diaspidiotus leguminosum ingår i släktet Diaspidiotus och familjen pansarsköldlöss. Inga underarter finns listade i Catalogue of Life.